# Adil Shah Suri
Adil Shah Suri, geboren als Mubariz Khan († April 1557) war der vierte und zugleich letzte Herrscher des vereinigten Sur-Reiches. Die Suriden-Dynastie stand um die Mitte des 16. Jahrhunderts in Machtkonkurrenz zum Mogulreich.

## Biografie
Muhammad Adil Shah Suri trug den Geburtsnamen Mubariz Khan. Erst bei seiner Nachfolge auf den Thron der Suri-Dynastie im November 1554 nahm er den Namen Muhammad ʿAdil Shāh Sūrī an. Sein Vater Nizam Khan war der jüngere Bruder von Sher Shah Suri, er selbst damit ein Neffe des Dynastiegründers. Mubariz Khan/Muhammad Adil Shah Suri hatte drei Schwestern, von denen eine mit Islam Khan, eine weiter mit Sikandar Khan und die dritte mit Ibrahim Khan verheiratet war. Nach dem Tode Islam Khans stritten sie alle und einige weitere Suri-Prinzen um die Macht im Reich. In Bengalen konnte sein Heerführer und oberster Minister Hemu die Ansprüche Adil Shahs gegen den abtrünnigen Gouverneur von Bengalen, Muhammad Khan Suri, durchsetzen, der im Dezember 1555 in der Schlacht getötet wurde. Doch bereits im April 1557 fiel Muhammad Adil Shah selbst in einer Feldschlacht gegen Muhammad Khans Sohn, der sich als Ghiyasuddin Bahadur Shah II. zum unabhängigen Herrscher über Bengalen aufgeschwungen hatte.
Muhammad Adil Shah ist nicht zu verwechseln mit dem älteren Sohn von Sher Shah Sur, Adil Khan Suri, der lange mit seinem jüngeren Bruder Islam Khan um die Herrschaft gestritten hatte.